# Il vecchio che leggeva romanzi d'amore
Il vecchio che leggeva romanzi d'amore è un romanzo dello scrittore cileno Luis Sepúlveda, pubblicato nel 1989. La prima edizione in lingua italiana è stata pubblicata nel 1993.

## Trama
Antonio José Bolívar Proaño, il vecchio che vive ad El Idilio, un piccolo villaggio del Sud America, è costretto a dare la caccia e ad uccidere una femmina di tigrillo, un felino feroce che sta uccidendo gli uomini perché distrutto dal dolore dell'assassinio dei suoi cuccioli. In una digressione si racconta del passato del vecchio e di come è diventato un esperto della foresta. Antonio José Bolívar ricorda tutto ciò che gli è capitato prima di giungere a El Idilio; si era sposato e i due coniugi si erano trasferiti ad El Idilio. Arrivano nella foresta ma dopo due anni la donna muore, consumata dalle febbri malariche. Bolívar continua a vivere lì insieme agli shuar, indios che gli insegnano a vivere con la foresta e con i quali rimane per molti anni. Questo fino a quando viene esiliato dagli shuar per un errore che lo ha portato al disonore suo e del compagno di caccia. Da lì inizia a vivere a El Idilio dove scopre di saper leggere e quindi inizia ad adorare i romanzi d'amore. 
Le sequenze prevalenti nel romanzo sono narrative, descrittive e dialogiche.
Il romanzo inizia con l'esposizione dove viene presentata El Idilio e i personaggi principali. Segue allora l'esordio, ovvero il fatto che dà inizio al racconto: l'arrivo di una barca con un morto che secondo il giusto e accurato esame del vecchio è stato ucciso da un Tigrillo. Il romanzo continua con una serie di mutamenti come il viaggio con la moglie, la vita con gli shuar, e l'affannosa ricerca del Tigrillo, inizialmente in gruppo e infine solo. Vi è poi la spannung, il momento di massima tensione ritrovabile nell'ultimo scontro tra il vecchio e il Tigrillo al quale è morto il compagno già ferito. Il brano termina con lo scioglimento individuabile nel ritorno del protagonista nella sua capanna a leggere romanzi d'amore. Antonio José alla fine del racconto non è per niente soddisfatto della sua performance di cacciatore, e prova vergogna per la sua indegnità che non lo rende vincitore di una battaglia (come effettivamente apparirebbe agli occhi degli altri abitanti di El Idilio) ma solo un inutile carnefice, come sarebbe apparso agli occhi degli shuar, i quali ritengono la doppietta uno strumento di viltà e prediligono il combattimento corpo a corpo con frecce avvelenate, infatti solo se un avversario fosse stato ucciso da delle frecce cosparse di veleno avrebbe potuto lasciare la vita terrena, al posto di rimanere relegato nella foresta come un pappagallo cieco.

## Luoghi
La storia si sviluppa in più luoghi:
- Il paese (El Idilio), è il luogo in cui vive il protagonista. È situato in Sud-America, è attraversato da un fiume, e ha quindi un molo dove le varie navi attraccano, ha un proprio municipio e il sindaco.
- La capanna di Antonio José Bolívar, è fatta di canne, e piccola: all'interno aveva un'amaca, una cassa che sosteneva il fornello, un tavolo molto alto, posto davanti ad una finestra, per far mangiare e leggere i romanzi d'amore anche se l'età non gli permette più di sedersi. Il tetto era di paglia. Ai piedi dell'amaca era posto un quadro che ritraeva due persone fino al busto: Bolívar e sua moglie.
- La foresta, è uno spazio aperto. È molto estesa e attraversata da fiumi. La vegetazione è alta e fitta. Al suo interno si rifugiano diversi animali e la popolazione shuar. Ci sono alberi, arbusti e liane di veloce crescita, impossibili quindi da sradicare definitivamente. È spesso colpita da violente piogge e uragani che rendono la zona inospitale e inadatta all'insediamento umano.
- El dorado, è la città dove il vecchio cerca i primi libri da leggere; non è una città grande, era attraversata da un fiume sulle cui coste gli uomini avevano costruito le loro case. Aveva una caserma, una scuola, una Chiesa, due uffici del Governo e una biblioteca. Nella biblioteca non ci sono molti volumi.
- La capanna di un colono: è un luogo dove il vecchio e il suo gruppo si rifugeranno dal tigrillo. All'interno aveva una lampada a carburo, un fornello e un'amaca.
- La prigione: è una capanna molto più resistente delle altre, in cui il sindaco rinchiudeva chi si rifiutava di pagare le tasse.

## Personaggi
I personaggi principali sono: Antonio José Bolívar Proaño, il sindaco e il tigrillo.
I secondari sono: il gruppo di cacciatori, gli shuar.
Le comparse sono: la maestra, il dentista, i nordamericani.
- Antonio José Bolívar Proaño: è un uomo tra i 60 e i 70 anni ed è il protagonista del romanzo. Ha una lente che l'aiuta a leggere i suoi romanzi d'amore, è saggio, conosce la foresta. È orgoglioso e vendicativo. È buono, vive in solitudine e ama leggere i suoi romanzi d'amore. È coraggioso e forte. Ha un oggetto che appare ogni volta che si parla di lui nel racconto ed è la dentiera. Non è istruito ma sa leggere e sa scrivere il suo nome.
- Il sindaco: è l'aiutante antagonista, è un ragazzo giovane che odia la natura e i balli popolari, ha la sudorazione abbondante. È odiato da tutti, e da loro rinominato Lumaca, è pauroso, testardo, superficiale e sciocco, è l'unica persona che unisce gli abitanti di El Idilio con l'occidente. Accompagna Bolívar con altre persone alla caccia del tigrillo ma riesce solo a creare una grande confusione. Alla fine con una scusa abbandona Bolívar nella foresta sperando che muoia.
- Il tigrillo: può essere visto sia come un antagonista sia come la meta a cui vuole arrivare Antonio. È una femmina di un feroce felino, lunga due metri, magra, superba, bella, orgogliosa, vendicativa, intelligente e furba.
- I cacciatori: sono gli aiutanti del protagonista, non sono descritti fisicamente. All'inizio sembrano affidabili, ma in realtà sono vigliacchi e ignoranti perché abbandonano Bolívar solo nella foresta a cacciare il tigrillo.
- Gli shuar: sono gli aiutanti del protagonista, fanno parte dei ricordi di Bolívar. Girano seminudi, conoscono la foresta e vivono dentro delle case fatte di ossa di animali. Sono intelligenti e gentili, aiutano il vecchio e la moglie appena giunti nella foresta insegnandogli a vivere con la foresta. Sanno curare dalle molte malattie e veleni della foresta, sono coraggiosi e orgogliosi, si muovono in gruppo e esiliano Bolívar per un errore che ha portato lui e il suo compagno di caccia al disonore.
- Il dentista: è il dentista che due volte all'anno si reca a El Idilio per curare i suoi pazienti e portare due romanzi d'amore ad Antonio José Bolívar. La selezione dei romanzi da portare al vecchio amico viene fatta da una prostituta con la quale il dentista (chiamato Rubicundo Loachmín) ha un certo rapporto. Il dentista odia qualsiasi forma di governo e le sue passioni più grandi, che vengono ripetute nel romanzo molto spesso, sono il ballo e le donne africane che vivono con gli shuar.
- Dolores Encarnación del Santisimo Sacramento Estupinan Otavalo: è la moglie di Antonio José Bolivar. Si è trasferita insieme al marito a El Idilio, da San Luis per scappare dai pettegolezzi riguardo alla sua sterilità.
- Nushiño: è uno shuar proveniente da lontano come Antonio, suo compagno dopo la festa del Serpente.

## Edizioni
- (ES) Luis Sepúlveda, Un viejo que leía novelas de amor, Editorial Júcar, 1989.
- (ES) Luis Sepúlveda, Un viejo que leía novelas de amor, Colleción andanzas, Tusquets, 1993,  p. 140, ISBN 88-8246-621-3.
- Luis Sepúlveda, Il vecchio che leggeva romanzi d'amore, traduzione di Ilide Carmignani, Guanda, 1993,  p. 132, ISBN 88-7746-644-8.

## Adattamenti
Dal romanzo è stato tratto l'omonimo film del 2002.